# World Series of Poker 2014
 (janvier 2015).
Si vous disposez d'ouvrages ou d'articles de référence ou si vous connaissez des sites web de qualité traitant du thème abordé ici, merci de compléter l'article en donnant les références utiles à sa vérifiabilité et en les liant à la section « Notes et références ».
Les World Series of Poker 2014 sont la 45e édition des World Series of Poker qui s'est déroulée en 2014. Tous les tournois se déroulent au Rio All Suite Hotel and Casino de Las Vegas. Il y a cette année 65 tournois à jouer pour autant de bracelets distribués. Pour la première fois le vainqueur du Main Event aura 10 millions de dollars garanti. Le 1 000 000 $ Big One pour One Drop est organisé pour la deuxième fois.

## Tournois
| #  | Tournoi                                                | Inscrits | Gagnant              | Prix         | Second               |
| -- | ------------------------------------------------------ | -------- | -------------------- | ------------ | -------------------- |
| 1  | 500 $ Casino Employees No Limit Hold'em                | 876      | Roland Reparejo      | 82 835 $     | Corey Emery          |
| 2  | 25 000 $ Mixed Max No Limit Hold'em                    | 131      | Vanessa Selbst       | 871 148 $    | Jason Mo             |
| 3  | 1 000 $ Pot Limit Omaha                                | 1 128    | Brandon Shack-Harris | 205 634 $    | Morgan Popham        |
| 4  | 1 000 $ No Limit Hold'em                               | 2 223    | Kyle Cartwright      | 360 278 $    | Jason Paster         |
| 5  | 10 000 $ Limit 2-7 Triple Draw Lowball                 | 120      | Tuan Le              | 355 324 $    | Justin Bonomo        |
| 6  | 1 500 $ No Limit Hold'em Shootout                      | 948      | Alex Bolotin         | 259 211 $    | Dimitar Danchev      |
| 7  | 1 500 $ Seven Card Razz                                | 352      | Ted Forrest          | 121 196 $    | Phil Hellmuth        |
| 8  | 1 500 $ Millionnaire Maker No Limit Hold'em            | 7 977    | Jonathan Dimmig      | 1 319 587 $  | Jeffrey Coburn       |
| 9  | 1 000 $ No Limit Hold'em                               | 1 940    | Jeff Smith           | 323 125 $    | Danny Nguyen         |
| 10 | 10 000 $ Limit Omaha Hi-Low Split-8 or Better          | 178      | Brock Parker         | 443 407 $    | Richard Ashby        |
| 11 | 1 500 $ No Limit Hold'em Six Handed                    | 1 587    | Justin Bonomo        | 449 980 $    | Mike Sowers          |
| 12 | 1 500 $ Pot Limit Hold'em                              | 557      | Gregory Kolo         | 169 225 $    | Kazu Oshima          |
| 13 | 10 000 $ No Limit 2-7 Draw Lowball                     | 87       | Paul Volpe           | 253 524 $    | Daniel Negreanu      |
| 14 | 1 500 $ Limit Omaha Hi-Low Split-8 or Better           | 1 036    | Nick Kost            | 283 275 $    | Kal Raichura         |
| 15 | 3 000 $ No Limit Hold'em Six Handed                    | 810      | Davidi Kitai         | 508 640 $    | Gordon Vayo          |
| 16 | 1 500 $ Limit 2-7 Triple Draw Lowball                  | 348      | Todd Bui             | 124 510 $    | Tom Franklin         |
| 17 | 1 000 $ Seniors No Limit Hold'em Championship          | 4 425    | Dan Heimiller        | 627 462 $    | Donald Maas          |
| 18 | 10 000 $ Seven Card Razz                               | 112      | George Danzer        | 294 792 $    | Brandon Shack-Harris |
| 19 | 1 500 $ No Limit Hold'em                               | 2 086    | Ted Gillis           | 514 027 $    | John Hennigan        |
| 20 | 3,000 $ No Limit Hold'em Shootout                      | 389      | Kory Kilpatrick      | 254 891 $    | Eric Wasserson       |
| 21 | 1,000 $ No Limit Hold'em                               | 2 043    | Dominik Nitsche      | 335 659 $    | Dave D'Alesandro     |
| 22 | 10 000 $ H.O.R.S.E.                                    | 200      | Christopher Wallace  | 507 614 $    | Randy Ohel           |
| 23 | 1 000 $ Turbo No Limit Hold'em                         | 1 473    | Doug Polk            | 251,969 $    | Andy Philachack      |
| 24 | 5 000 $ No Limit Hold'em Six Handed                    | 541      | Kevin Eyster         | 622 998 $    | Pierre Neuville      |
| 25 | 2 500 $ Omaha/Seven Card Stud Hi-Low Split-8 or Better | 470      | John Kabbaj          | 267 327 $    | Thomas Keller        |
| 26 | 1 500 $ No Limit Hold'em                               | 1 594    | Andrew Rennhack      | 408 953 $    | Michael Katz         |
| 27 | 1 500 $ H.O.R.S.E.                                     | 743      | Tommy Hang           | 230 744 $    | Jim Collopy          |
| 28 | 10 000 $ Pot Limit Hold'em                             | 160      | Alex Bilokur         | 398 567 $    | Matt O'Donnell       |
| 29 | 2 500 $ No Limit Hold'em                               | 1 165    | Pierre Milan         | 536 768 $    | Justin Oliver        |
| 30 | 1 500 $ Seven Card Stud Hi-Low 8-or Better             | 588      | Calvin Anderson      | 190 538 $    | Joe Tehan            |
| 31 | 1 500 $ No Limit Hold'em                               | 1 631    | Brett Shaffer        | 418 435 $    | R.J. Sullivan        |
| 32 | 10 000 $ No Limit Hold'em Six Handed                   | 264      | Joe Cada             | 670 041 $    | Jeremy Ausmus        |
| 33 | 1 000 $ No Limit Hold'em                               | 1 688    | Dutch Boyd           | 288 744 $    | Steven Norden        |
| 34 | 1 500 $ Seven Card Stud                                | 345      | Eric Buchman         | 118 785 $    | Alex Kravchenko      |
| 35 | 5 000 $ No Limit Hold'em Eight Handed                  | 550      | Brian Yoon           | 633 341 $    | Josh Arieh           |
| 36 | 1 500 $ No Limit 2-7 Draw Lowball                      | 241      | Steven Wolansky      | 89 483 $     | Joseph Cheong        |
| 37 | 1 500 $ Pot Limit Omaha                                | 967      | Brandon Paster       | 264 400 $    | Marcel Vonk          |
| 38 | 10 000 $ Seven Card Stud Hi-Low Split-8 or Better      | 134      | George Danzer        | 352 696 $    | John Racener         |
| 39 | 3 000 $ No Limit Hold'em                               | 992      | Sean Dempsey         | 548 460 $    | Ryan Jaconetti       |
| 40 | 10 000 $ Heads Up No Limit Hold'em                     | 136      | Davide Suriano       | 335 553 $    | Sam Stein            |
| 41 | 1 500 $ Dealers Choice Six Handed                      | 419      | Robert Mizrachi      | 147 092 $    | Aaron Schaff         |
| 42 | 5 000 $ Pot Limit Omaha Six Handed                     | 452      | Michael Drummond     | 541 747 $    | Darius Studdard      |
| 43 | 1 500 $ Limit Hold'em                                  | 657      | Dan Kelly            | 195 167 $    | Yegor Tsurikov       |
| 44 | 1 500 $ No Limit Hold'em                               | 1 914    | Jordan Morgan        | 478 102 $    | Evan McNiff          |
| 45 | 1 000 $ No Limit Hold'em                               | 1 841    | Will Givens          | 306 634 $    | Angela Prada-Moed    |
| 46 | 50 000 $ The Poker Players Championship                | 102      | John Hennigan        | 1 517 767 $  | Brandon Shack-Harris |
| 47 | 1 500 $ Ante Only No Limit Hold'em                     | 714      | Jesse McEuen         | 212 093 $    | Jonas Lauck          |
| 48 | 1 500 $ Pot Limit Omaha Hi-Low Split-8 or Better       | 991      | Tyler Patterson      | 270 992 $    | Scott Clements       |
| 49 | 5 000 $ No Limit Hold'em                               | 696      | David Miscikowski    | 719 707 $    | Norbert Szecsi       |
| 50 | 1 500 $ Eight Game Mix                                 | 485      | Phil Ivey            | 166 986 $    | Bruce Yamron         |
| 51 | 1 500 $ No Limit Hold'em Monster Stack                 | 7 862    | Hugo Pingray         | 1 327 083 $  | Joseph McKeehen      |
| 52 | 10 000 $ Limit Hold'em                                 | 122      | David Olson          | 303 909 $    | Mikail Tulchinskiy   |
| 53 | 10 000 $ Ladies No Limit Hold'em Championship          | 793      | Haixia Zhang         | 153 470 $    | Mikiyo Aoki          |
| 54 | 3 000 $ Pot Limit Omaha Hi-Low Split-8 or Better       | 474      | Florian Langmann     | 297 650 $    | Zach Freeman         |
| 55 | 1 500 $ No Limit Hold'em                               | 2 396    | Asi Moshe            | 582 321 $    | Michael Ferrer       |
| 56 | 1 000 $ No Limit Hold'em                               | 2 525    | Mike Kachan          | 403 483 $    | Jeff Blenkarn        |
| 57 | 1 000 000 $ The Big One for One Drop                   | 42       | Daniel Colman        | 15 306 668 $ | Daniel Negreanu      |
| 58 | 1 500 $ No Limit Hold'em Mixed Max                     | 1 475    | Jared Jaffee         | 405 428 $    | Mike Watson          |
| 59 | 3 000 $ Omaha Hi-Low Split-8 or Better                 | 457      | Phillip Hui          | 286 976 $    | Zack Milchman        |
| 60 | 1 500 $ No Limit Hold'em                               | 2 563    | Salman Jaddi         | 614 248 $    | Brandon Hall         |
| 61 | 10 000 $ Seven Card Stud                               | 102      | Matt Grapenthien     | 268 473 $    | Todd Brunson         |
| 62 | 1 111 $ The Little One for One Drop                    | 4 496    | Igor Dubinskyy       | 637 539 $    | Theodore Driscoll    |
| 63 | 1 500 $ 10-Game Mix Six Handed                         | 445      | Bryn Kenney          | 153 220 $    | Jan Suchanek         |
| 64 | 10 000 $ Pot Limit Omaha                               | 418      | Pat Walsh            | 923 379 $    | Javed Abrahams       |
| 65 | 10 000 $ No Limit Hold'em Main Event                   | 6 683    | Martin Jacobson      | 10 000 000 $ | Felix Stephensen     |